# Ледоховский, Франтишек Антоний
Франтишек Антоний Ледоховский (1728 — 9 января 1783, Вена) — государственный, политический и военный деятель, дипломат Речи Посполитой. Ротмистр панцирной конницы (1744), староста владимирский (1744—1775) и гайсинский (с 1774 года), подкоморий королевский (с 1765 года), воевода черниговский (1776—1783). Кавалер орденов Святого Станислава (1775) и Белого орла (1777).

## Биография
Представитель польского шляхетского рода Ледоховских герба «Шалава». Сын каштеляна волынского Адама Ледоховского и Людвики Вержбовской.
Родился на Волыни. Унаследовал от своего отца села Печихвосты и Хотин в Волынском воеводстве. Благодаря браку с Людвикой Денгоф получил во владение имения Климонтув, Оссолин и Тетиев. В 1763 году судился с родами Пацев и Пузын за владение селом Иваниска.
В 1744 году Франтишек Антоний Ледоховский получил во владение от своего отца староство владимирское и стал ротмистром панцирной хоругви. В том же 1744 году впервые был избран послом на сейм от Черниговского воеводства. В 1758 году вторично был избран от Черниговского воеводства на сейм как представитель «Фамилии». В 1764 году Франтишек Антоний Ледоховский был избран послом на конвокационный сейм, в котором не принял участия. В том же году на элекционном сейме поддержал кандидатуру Станислава Августа Понятовского на польский королевский престол. В 1765 году получил должность королевского подкомория.
В 1774 году Франтишек Антоний Ледоховский получил во владение иезуитскую юридику во Владимире-Волынском и староство гайсинское. В 1775 году передал владимирское староство Николаю Ледоховскому. В декабре 1776 года получил должность воеводы черниговского. В 1779 году в знак протеста против вмешательства соседних государств во внутренние дела Речи Посполитой Франтишек Ледоховский отказался от политической деятельности, передав доверенность на управлением имениями своему сыну Антонию Бартоломею. В конце жизни проживал в Гданьске, а скончался в Вене.

## Семья
В 1745 году женился на Людвике Денгоф (ок. 1720 — 29 сентября 1794), дочери каштеляна серадзского Александра Денгофа (ум. 1734) и Анны Карской. Дети:
- Анна (1747 — 25 февраля 1837), муж — Михал Август Гуттен-Чапский (1702—1796)
- Марианна Марциана (1752 — 11 сентября 1826), муж — Томаш Валериан Витольд-Александрович (ок. 1729—1794)
- Антоний Бартоломей (23 августа 1755 — 11 ноября 1835), жена с 1785 года графиня Юлия Равита-Островская (1766—1802)
- Аполлония (1761 — 1 сентября 1795), муж с 1781 года граф Томаш Роман Адам Равита-Островский (1735—1817)
- Адам (1764 — ?)
- Станислав (1764—1819), 1-я жена с 1801 года Жозефа Виктория Франциска Трусколяская (1781—1849), 2-я жена с 1819 года Эльжбета Хоффман(1780 — ?).